# 王少舫
王少舫（1920年8月30日—1986年7月19日），中国江苏南京人，知名黄梅戏演员，擅长小生。1953年，王少舫进入安徽省黄梅戏剧团。1955年，与严凤英主演了第一部黄梅戏电影《天仙配》。代表剧目有黄梅戏《天仙配》、《女驸马》、《梁山伯与祝英台》、《白蛇传》等。